# Thomas Leopold

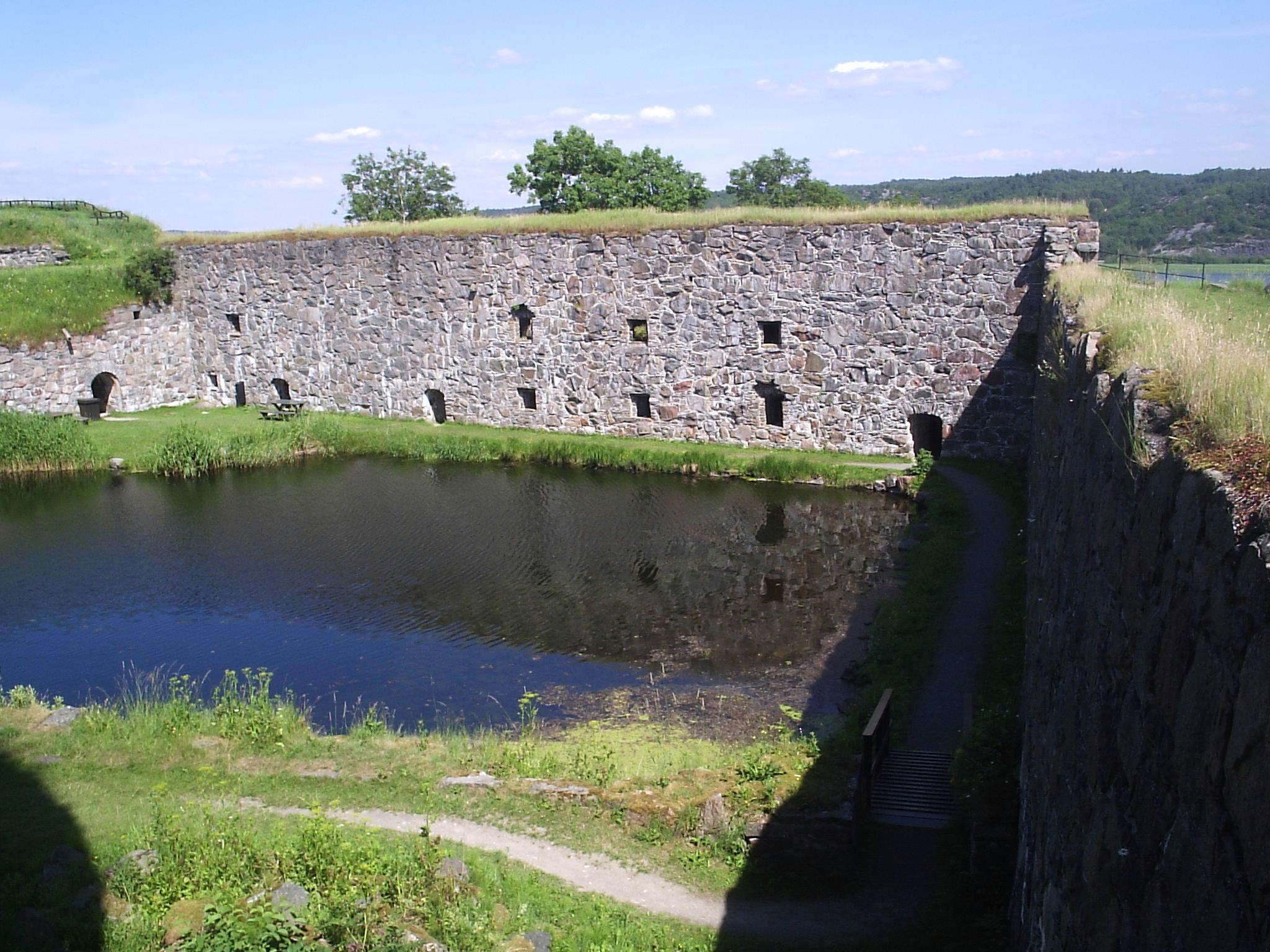
Yttre borggården i Bohus fästning

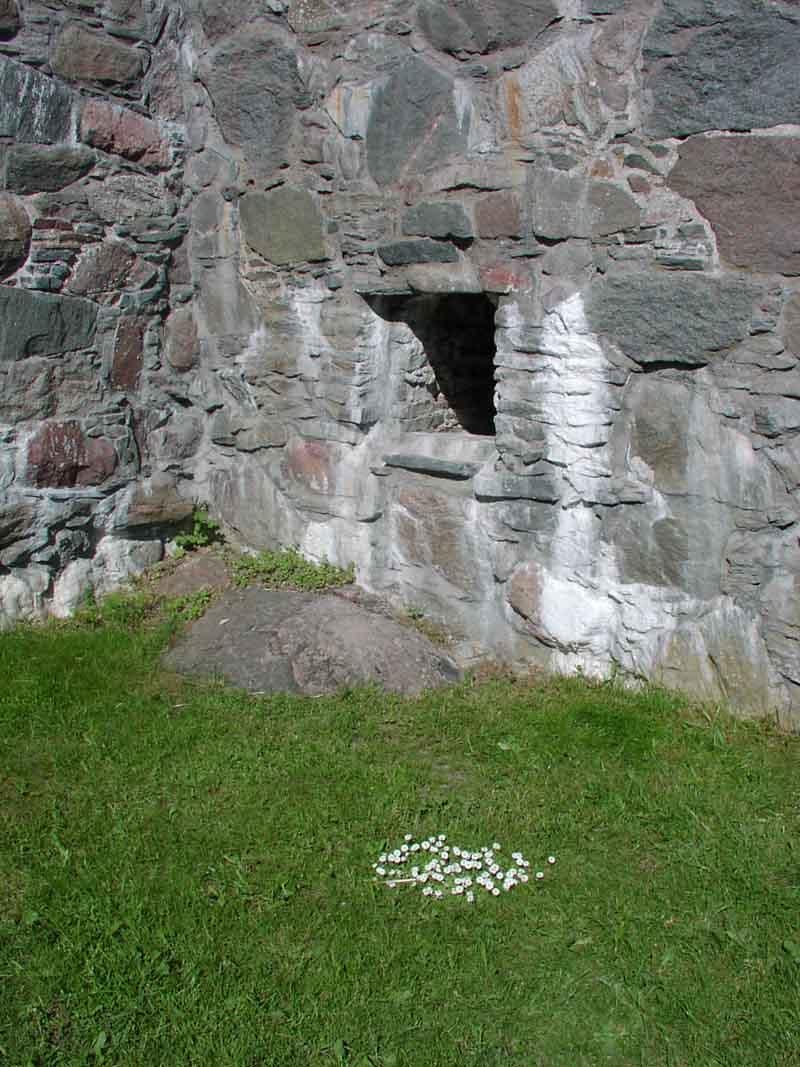
Fönsteröppningen till Leopolds cell i hörnet av yttre gården.

Thomas Leopold, född 15 december 1693 nära Kristianstad, Skåne, död 21 februari 1771 i Kungälv, var en av den svenska 1700-talspietismens profet- och martyrgestalter.
Fadern Sigfrid var invandrad från Tyskland, och modern var dotter till en invandrad skotte.
Thomas Leopold var farfars bror till skalden Carl Gustaf af Leopold.

## Liv
Med Johann Konrad Dippel hade 1726 radikalpietismen kommit till Sverige. Prästerskapet fick honom redan utvisad i december samma år, men hans förkunnelse hade satt spår. Lundaprofessorn Jakob Benzelius var en av de drivande bakom de justitiemord som förövades på de kända pietisterna Thomas Leopold och hans lärjunge Johannes Stendahl.
Vid studier i Lund blev Thomas arresterad för sin pietistiska trosbekännelses skull och efter en rättegång där han frimodigt bekände sin tro (bland annat började varje förhör med att han föll på knä och högt be för sina domare), blev han dömd till fängelse. Han var då 35 år gammal.
Han satt sedan fängslad för sin tros skull, först 7 år på Bohus fästning, sedan drygt 5 år på Kalmar fästning, därefter knappt 5 år på Danviken, och till slut 25 år på Bohus igen.
Stendahl hade efter 10 år fängelse landsförvisats, men Leopold vägrade att göra avbön från sin radikalpietistiska övertygelse. Han dog på Bohus fästning, 77 år gammal, efter 43 år i fängelse.
Hans cell finns kvar och kan besökas i fästningen under sommarhalvåret.

### Fotnoter
1. 1 2  Alvin, Alvin-ID: alvin-person:64774.[källa från Wikidata]
2. 1 2  Bergquist (1999), s. 130
3. ↑  Bergquist (1999), s. 160